# ديفيد إل. سايمور
ديفيد إل. سايمور (بالإنجليزية: David L. Seymour)‏ هو محامي وسياسي أمريكي، ولد في 2 ديسمبر 1803 في الولايات المتحدة، وتوفي في 11 أكتوبر 1867. حزبياً، نشط في الحزب الديمقراطي. وقد انتخب عضو جمعية ولاية نيويورك وانتخب عضو مجلس النواب الأمريكي.